# Гард'ял Сінґг
Гард'ял Сінґг (28 листопада 1928 — 17 серпня 2018) — індійський хокеїст на траві.
Олімпійський чемпіон 1956 року.